# Freddy Lecarpentier
Freddy Lecarpentier (né le 10 juin 1986 à Cherbourg) est un directeur sportif français.

## Biographie
Freddy Lecarpentier devient directeur sportif en 2007 à l'US Montauban, club de Division nationale 1. L'année suivante, en 2008, il rejoint le SCO Dijon, toujours en DN1. 
En 2012, il est recruté par l'équipe La Pomme Marseille.